# Sankt Petersburger Konservatorium

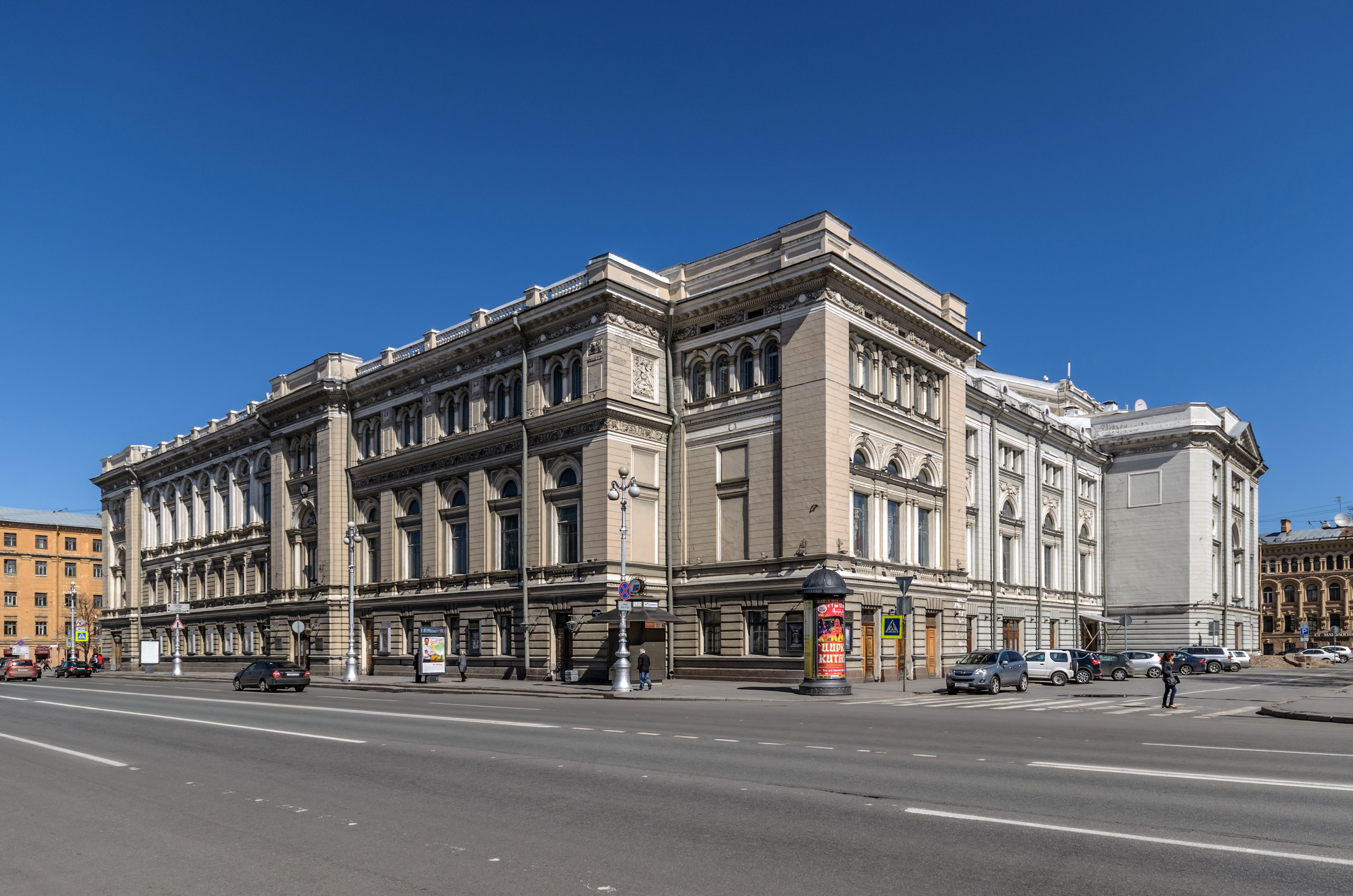
Sankt Petersburger Konservatorium

Das Staatliche Sankt Petersburger Konservatorium „N.A. Rimski-Korsakow“ (russisch: Санкт-Петербургская государственная консерватория имени Н.А. Римского-Корсакова, Sankt-Peterburgskaja gossudarstwennaja konserwatorija imeni N. A. Rimskogo-Korsakowa oder nur Санкт-Петербургская консерватория, Sank-Peterburgskaja konserwatorija) in Sankt Petersburg ist neben dem Moskauer Konservatorium eine der bedeutendsten Musikhochschulen in Russland.

## Geschichte

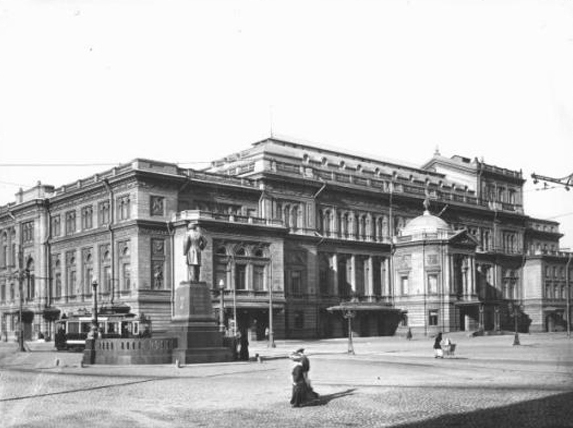
Die Haupttreppe des ehemaligen Bolschoi-Theaters ist im heutigen Konservatorium erhalten

Im Jahr 1859 wurde auf Initiative der Großherzogin Elena Pawlowna, Anton Rubinstein, Andrei Nikolajewitsch Markowitsch und weiterer Persönlichkeiten der Gesellschaft und des Musiklebens die Russische Musikgesellschaft (Russkoe muzykal'noe obschtschestwo, RMO) ins Leben gerufen, aus deren Musikklassen im Jahr 1862 das erste Konservatorium Russlands gegründet wurde. Erster Direktor des Konservatoriums und Professor für Klavier war Anton Rubinstein.
Anfangs standen dem Konservatorium keine festen Räumlichkeiten zur Verfügung, die Klassen wurden über 30 Jahre lang an wechselnden Adressen in der Stadt unterrichtet. 1889 stellte Zar Alexander III. dem Konservatorium ein ehemaliges Gebäude des Bolschoi-Theaters am Theaterplatz zur Verfügung, wo das Konservatorium bis heute seinen Sitz hat. Nach Plänen des Architekten Wladimir Nikolja wurde das Gebäude fast vollständig erneuert – vom ehemaligen Bolschoi-Theater blieben nur die Fundamente, die Wände und wenige weitere Elemente erhalten. Die feierliche Eröffnung fand im November 1896 statt.
Der erste Absolvent, der 1865 sein Kompositions-Studium hier abschloss, war Peter Tschaikowski. Besonders prägend wirkte von 1871 bis 1908 Nikolai Andrejewitsch Rimski-Korsakow als Professor für Komposition und Instrumentation sowie als Leiter der Orchesterklasse. Zahlreiche seiner Studenten lehrten später selbst am Konservatorium, das im Jahr 1944 nach ihm benannt wurde.
Von 1924 bis 1991 führte das Konservatorium nach Umbenennung der Stadt in Leningrad den Namen Leningrader Konservatorium. Im Jahr 2013 gab es über 1300 Studenten und 400 wissenschaftliche Angestellte.

## Direktoren und Rektoren
- Anton Rubinstein, 1862–1867 und 1887–1891
- Nikolai Saremba, 1867–1871
- Michail Asantschewski, 1871–1876
- Karl Dawidow, 1876–1887
- Julius Johannsen, 1891–1897
- August Bernhard, 1897–1905
- Alexander Glasunow, 1905–1928; formal 1930, Rektor
- Alexei Maschirow, 1930–1933
- Weniamin Buchstein, 1935–1936
- Boris Sagurski, 1936–1939, Rektor
- Pawel Serebrjakow, 1939–1952, 1962–1977
- Juri Brjuschkow, 1952–1962
- Juri Bolschijanow, 1977–1979
- Wladislaw Tschernuschenko, 1979–2002
- Sergei Roldugin, 2002–2004
- Alexander Tschaikowski, 2004–2008
- Sergei Stadler, 2008–2011
- Michail Gantwarg, 2011–2015
- Alexei Wassiljew, 2015–

## Bedeutende Lehrer
→ siehe: Hochschullehrer des Sankt Petersburger Konservatoriums

## Bedeutende Absolventen
→ siehe: Absolventen des Sankt Petersburger Konservatoriums